# California Fried Chicken
California Fried Chicken (CFC) – indonezyjska sieć barów szybkiej obsługi założona w 1983 roku. Siedziba przedsiębiorstwa znajduje się w Dżakarcie. W 2019 roku funkcjonowało 269 barów California Fried Chicken (CFC).
Sieć ma być inspirowana amerykańskim KFC.